# Gary Moore/Diskografie
Diese Diskografie ist eine Übersicht über die musikalischen Werke des nordirischen Blues- und Heavy-Metal- bzw. Hard-Rock-Gitarristen, Komponisten und Sängers Gary Moore. Den Schallplattenauszeichnungen zufolge hat er bisher mehr als 3,5 Millionen Tonträger verkauft, davon alleine in seiner Heimat über 1,1 Millionen. Seine erfolgreichste Veröffentlichung ist das Album Still Got the Blues mit über 1,5 Millionen verkauften Einheiten.

## Alben

### Studioalben
| Jahr | Titel                 | Höchstplatzierung, Gesamtwochen, AuszeichnungChartplatzierungen (Jahr, Titel, Platzierungen, Wochen, Auszeichnungen, Anmerkungen) | Höchstplatzierung, Gesamtwochen, AuszeichnungChartplatzierungen (Jahr, Titel, Platzierungen, Wochen, Auszeichnungen, Anmerkungen) | Höchstplatzierung, Gesamtwochen, AuszeichnungChartplatzierungen (Jahr, Titel, Platzierungen, Wochen, Auszeichnungen, Anmerkungen) | Höchstplatzierung, Gesamtwochen, AuszeichnungChartplatzierungen (Jahr, Titel, Platzierungen, Wochen, Auszeichnungen, Anmerkungen) | Höchstplatzierung, Gesamtwochen, AuszeichnungChartplatzierungen (Jahr, Titel, Platzierungen, Wochen, Auszeichnungen, Anmerkungen) | Anmerkungen                                                                                |
| Jahr | Titel                 | DE | AT | CH | UK | US | Anmerkungen                                                                                |
| ---- | --------------------- | --- | --- | --- | --- | --- | ------------------------------------------------------------------------------------------ |
| 1973 | Grinding Stone        | — | — | — | — | — | als The Gary Moore Band                                                                    |
| 1978 | Back on the Streets   | — | — | — | UK70 (1 Wo.)UK | — | 2013 mit 4 zusätzlichen Titeln wiederveröffentlicht                                        |
| 1980 | G-Force               | — | — | — | — | — | Bandprojekt mit Mark Nauseef, Tony Newton und Willie Dee als G-Force                       |
| 1981 | Dirty Fingers         | — | — | — | — | — | erst 1983 in Japan und 1984 weltweit gegen Moores Willen veröffentlicht                    |
| 1982 | Corridors of Power    | — | — | — | UK30 (6 Wo.)UK | US149 (13 Wo.)US | Erstveröffentlichung: September 1982                                                       |
| 1985 | Run for Cover         | DE27 (9 Wo.)DE | — | — | UK12 Silber · (8 Wo.)UK | US146 (7 Wo.)US | Erstveröffentlichung: 2. September 1985 Verkäufe: + 110.000                                |
| 1987 | Wild Frontier         | DE9 (31 Wo.)DE | AT16 (10 Wo.)AT | CH7 (14 Wo.)CH | UK8 Silber · (14 Wo.)UK | US139 (15 Wo.)US | Erstveröffentlichung: 9. März 1987 Verkäufe: + 252.791                                     |
| 1989 | After the War         | DE2 Gold · (18 Wo.)DE | — | CH3 (11 Wo.)CH | UK23 Silber · (5 Wo.)UK | US114 (9 Wo.)US | Erstveröffentlichung: 2. Januar 1989 Verkäufe: + 360.000                                   |
| 1990 | Still Got the Blues   | DE4 Gold · (57 Wo.)DE | AT13 (24 Wo.)AT | CH3 Platin · (31 Wo.)CH | UK13 Platin · (26 Wo.)UK | US83 Gold · (42 Wo.)US | Erstveröffentlichung: 26. März 1990 Verkäufe: + 1.575.000                                  |
| 1992 | After Hours           | DE2 (26 Wo.)DE | AT6 (11 Wo.)AT | CH1 (16 Wo.)CH | UK4 Gold · (13 Wo.)UK | US145 (8 Wo.)US | Erstveröffentlichung: 10. Mai 1992 Verkäufe: + 250.000                                     |
| 1994 | Around the Next Dream | DE20 (13 Wo.)DE | AT28 (5 Wo.)AT | CH25 (4 Wo.)CH | UK9 (5 Wo.)UK | — | Erstveröffentlichung: 17. Mai 1994 Bandprojekt mit Jack Bruce und Ginger Baker (BBM)       |
| 1995 | Blues for Greeny      | DE33 (9 Wo.)DE | — | CH26 (7 Wo.)CH | UK14 (6 Wo.)UK | — | Erstveröffentlichung: 31. Mai 1995                                                         |
| 1997 | Dark Days in Paradise | DE32 (7 Wo.)DE | AT19 (6 Wo.)AT | CH22 (5 Wo.)CH | UK43 (2 Wo.)UK | — | Erstveröffentlichung: 2. Juni 1997                                                         |
| 1999 | A Different Beat      | DE60 (1 Wo.)DE | — | — | — | — | Erstveröffentlichung: 27. September 1999                                                   |
| 2001 | Back to the Blues     | DE40 (4 Wo.)DE | AT68 (2 Wo.)AT | CH49 (7 Wo.)CH | UK53 (1 Wo.)UK | — | Erstveröffentlichung: 12. März 2001                                                        |
| 2002 | Scars                 | DE48 (2 Wo.)DE | — | CH31 (5 Wo.)CH | — | — | Erstveröffentlichung: 26. August 2002 Bandprojekt mit Cass Lewis & Darrin Mooney als Scars |
| 2004 | Power of the Blues    | DE65 (1 Wo.)DE | — | — | — | — | Erstveröffentlichung: 7. Juni 2004                                                         |
| 2006 | Old New Ballads Blues | DE91 (1 Wo.)DE | — | — | — | — | Erstveröffentlichung: 24. April 2006                                                       |
| 2007 | Close as You Get      | DE66 (1 Wo.)DE | — | CH95 (1 Wo.)CH | — | — | Erstveröffentlichung: 21. Mai 2007                                                         |
| 2008 | Bad for You Baby      | DE69 (1 Wo.)DE | — | CH71 (2 Wo.)CH | — | — | Erstveröffentlichung: 22. September 2008                                                   |
| 2021 | How Blue Can You Get  | DE22 (3 Wo.)DE | AT19 (1 Wo.)AT | CH18 (1 Wo.)CH | UK54 (1 Wo.)UK | — | Erstveröffentlichung: 28. April 2021                                                       |

grau schraffiert: keine Chartdaten aus diesem Jahr verfügbar

### Livealben
| Jahr | Titel                               | Höchstplatzierung, Gesamtwochen, AuszeichnungChartplatzierungen (Jahr, Titel, Platzierungen, Wochen, Auszeichnungen, Anmerkungen) | Höchstplatzierung, Gesamtwochen, AuszeichnungChartplatzierungen (Jahr, Titel, Platzierungen, Wochen, Auszeichnungen, Anmerkungen) | Höchstplatzierung, Gesamtwochen, AuszeichnungChartplatzierungen (Jahr, Titel, Platzierungen, Wochen, Auszeichnungen, Anmerkungen) | Höchstplatzierung, Gesamtwochen, AuszeichnungChartplatzierungen (Jahr, Titel, Platzierungen, Wochen, Auszeichnungen, Anmerkungen) | Höchstplatzierung, Gesamtwochen, AuszeichnungChartplatzierungen (Jahr, Titel, Platzierungen, Wochen, Auszeichnungen, Anmerkungen) | Anmerkungen                                                                                        |
| Jahr | Titel                               | DE | AT | CH | UK | US | Anmerkungen                                                                                        |
| ---- | ----------------------------------- | --- | --- | --- | --- | --- | -------------------------------------------------------------------------------------------------- |
| 1983 | Live at the Marquee                 | — | — | — | — | — | Live-Aufnahme von 1980                                                                             |
| 1983 | Victims of the Future               | DE53 (3 Wo.)DE | — | — | UK12 (7 Wo.)UK | US172 (5 Wo.)US | |
| 1984 | We Want Moore!                      | DE52 (2 Wo.)DE | — | — | UK32 (3 Wo.)UK | — | |
| 1986 | Rockin’ Every Night – Live in Japan | — | — | — | UK99 (1 Wo.)UK | — | Erstveröffentlichung: 21. Mai 1983 Aufnahme: 24.–25. Januar 1983                                   |
| 1993 | Blues Alive                         | DE31 (11 Wo.)DE | AT14 (7 Wo.)AT | CH14 (14 Wo.)CH | UK8 Gold · (5 Wo.)UK | — | Erstveröffentlichung: 10. April 1993 Verkäufe: + 250.000                                           |
| 2003 | Live at the Monsters of Rock        | — | — | — | — | — | Erstveröffentlichung: 30. September 2003 eingespielt von Scars                                     |
| 2011 | Live at Montreux 2010               | DE41 (2 Wo.)DE | — | — | — | — | Erstveröffentlichung: 19. September 2011                                                           |
| 2012 | Blues for Jimi                      | DE36 (3 Wo.)DE | AT56 (2 Wo.)AT | — | UK80 (1 Wo.)UK | — | Erstveröffentlichung: 24. September 2012 Live-CD/-DVD mit Aufnahmen von 2007 Jimi Hendrix gewidmet |
| 2014 | Live at Bush Hall 2007              | — | — | — | — | — | Live-CD/-DVD mit Aufnahmen von 2007                                                                |
| 2020 | Live from London                    | DE10 (3 Wo.)DE | AT17 (1 Wo.)AT | CH84 (2 Wo.)CH | UK70 (1 Wo.)UK | — | Erstveröffentlichung: 31. Januar 2020                                                              |
| 2025 | Live – From Baloise Session         | DE24 (1 Wo.)DE | AT12 (1 Wo.)AT | CH27 (1 Wo.)CH | — | — | Erstveröffentlichung: 23. Mai 2025                                                                 |

### Kompilationen
| Jahr | Titel                                     | Höchstplatzierung, Gesamtwochen, AuszeichnungChartplatzierungen (Jahr, Titel, Platzierungen, Wochen, Auszeichnungen, Anmerkungen) | Höchstplatzierung, Gesamtwochen, AuszeichnungChartplatzierungen (Jahr, Titel, Platzierungen, Wochen, Auszeichnungen, Anmerkungen) | Höchstplatzierung, Gesamtwochen, AuszeichnungChartplatzierungen (Jahr, Titel, Platzierungen, Wochen, Auszeichnungen, Anmerkungen) | Höchstplatzierung, Gesamtwochen, AuszeichnungChartplatzierungen (Jahr, Titel, Platzierungen, Wochen, Auszeichnungen, Anmerkungen) | Höchstplatzierung, Gesamtwochen, AuszeichnungChartplatzierungen (Jahr, Titel, Platzierungen, Wochen, Auszeichnungen, Anmerkungen) | Anmerkungen                                                 |
| Jahr | Titel                                     | DE | AT | CH | UK | US | Anmerkungen                                                 |
| ---- | ----------------------------------------- | --- | --- | --- | --- | --- | ----------------------------------------------------------- |
| 1994 | Ballads & Blues 1982–1994                 | DE30 (15 Wo.)DE | — | CH15 Gold (1999) + Gold (2001) · (11 Wo.)CH                                                                                       | UK33 Gold · (8 Wo.)UK | — | Erstveröffentlichung: 18. November 1994 Verkäufe: + 256.093 |
| 1998 | Out in the Fields – The Very Best Of      | — | — | — | UK54 Gold · (2 Wo.)UK | — | Erstveröffentlichung: 19. Oktober 1998                      |
| 2002 | Walking by Myself – The Best of the Blues | — | — | CH98 (1 Wo.)CH | — | — | Erstveröffentlichung: 19. Februar 2002                      |

Weitere Kompilationen
- 1982: Gary Moore
- 1992: Blues And More
- 1996: Streets & Walkways: The Best of Garry Moore & Colosseum II
- 1998: Blood of Emeralds – The Very Best of Gary Moore Part 2
- 2002: Have Some Moore: The Best of Gary Moore
- 2003: Parisienne Walkways: The Blues Collection
- 2003: Back on the Streets: The Rock Collection
- 2004: Have Some Moore 2: The Best of Gary Moore
- 2006: The Platinum Collection
- 2012: Legacy
- 2017: Blues and Beyond (erhältlich als Doppel-CD, 4fach-Vinyl-Set oder limited Box-Set)

## Singles
| Jahr | Titel Album                                                                                          | Höchstplatzierung, Gesamtwochen, AuszeichnungChartplatzierungen (Jahr, Titel, Album, Platzierungen, Wochen, Auszeichnungen, Anmerkungen) | Höchstplatzierung, Gesamtwochen, AuszeichnungChartplatzierungen (Jahr, Titel, Album, Platzierungen, Wochen, Auszeichnungen, Anmerkungen) | Höchstplatzierung, Gesamtwochen, AuszeichnungChartplatzierungen (Jahr, Titel, Album, Platzierungen, Wochen, Auszeichnungen, Anmerkungen) | Höchstplatzierung, Gesamtwochen, AuszeichnungChartplatzierungen (Jahr, Titel, Album, Platzierungen, Wochen, Auszeichnungen, Anmerkungen) | Höchstplatzierung, Gesamtwochen, AuszeichnungChartplatzierungen (Jahr, Titel, Album, Platzierungen, Wochen, Auszeichnungen, Anmerkungen) | Anmerkungen                                                              |
| Jahr | Titel Album                                                                                          | DE | AT | CH | UK | US | Anmerkungen                                                              |
| ---- | --- | --- | --- | --- | --- | --- | ------------------------------------------------------------------------ |
| 1978 | Parisienne Walkways / Fanatic Fascists Back on the Streets                                           | — | — | — | UK8 Silber · (11 Wo.)UK | — | Erstveröffentlichung: 8. Dezember 1978 Verkäufe: + 250.000, nur 7"Single |
| 1982 | Always Gonna Love You / Cold Hearted / Rockin' Every Night Corridors of Power                        | — | — | — | — | US103 (1 Wo.)US | Erstveröffentlichung: September 1982 nur 7"Single                        |
| 1983 | Falling in Love with You / Falling In Love With You (Instrumental) / Wishing Well Corridors of Power | — | — | — | — | US110 (1 Wo.)US | Erstveröffentlichung: April 1983 nur 7"Single + 12"Single                |
| 1984 | Hold On to Love Victims of the Future                                                                | — | — | — | UK65 (3 Wo.)UK | — | Erstveröffentlichung: Januar 1984                                        |
| 1984 | Shapes of Things Victims of the Future                                                               | — | — | — | UK77 (3 Wo.)UK | — | Erstveröffentlichung: März 1984                                          |
| 1984 | Empty Rooms Victims of the Future                                                                    | — | — | — | UK51 (5 Wo.)UK | — | Erstveröffentlichung: 30. Juli 1984                                      |
| 1985 | Out in the Fields Run for Cover                                                                      | DE14 (11 Wo.)DE | — | — | UK5 (10 Wo.)UK | — | Erstveröffentlichung: 6. Mai 1985 Verkäufe: + 7.500; mit Phil Lynott     |
| 1985 | Empty Rooms [1985] Run for Cover                                                                     | — | — | — | UK23 (8 Wo.)UK | — | Erstveröffentlichung: Juli 1985 Neuaufnahme                              |
| 1986 | Over the Hills and Far Away Wild Frontier                                                            | — | — | CH27 (1 Wo.)CH | UK20 (8 Wo.)UK | — | Erstveröffentlichung: 8. Dezember 1986                                   |
| 1987 | Wild Frontier                                                                                        | — | — | — | UK35 (5 Wo.)UK | — | Erstveröffentlichung: Februar 1987                                       |
| 1987 | Friday on My Mind Wild Frontier                                                                      | — | — | — | UK26 (6 Wo.)UK | — | Erstveröffentlichung: April 1987 Original: Easybeats (1966)              |
| 1987 | The Loner Wild Frontier                                                                              | — | — | — | UK53 (5 Wo.)UK | — | Erstveröffentlichung: August 1987                                        |
| 1987 | Take a Little Time Wild Frontier                                                                     | — | — | — | UK75 (2 Wo.)UK | — | Erstveröffentlichung: November 1987                                      |
| 1989 | After the War                                                                                        | — | — | CH17 (6 Wo.)CH | UK37 (4 Wo.)UK | — | Erstveröffentlichung: Januar 1989                                        |
| 1989 | Ready for Love After the War                                                                         | — | — | — | UK37 (4 Wo.)UK | — | Erstveröffentlichung: März 1989                                          |
| 1990 | Oh Pretty Woman Still Got the Blues                                                                  | — | — | — | UK48 (4 Wo.)UK | — | Erstveröffentlichung: 5. März 1990 mit Albert King                       |
| 1990 | Still Got the Blues (For You) Still Got the Blues                                                    | DE28 (25 Wo.)DE | — | CH50 (1 Wo.)CH | UK31 (7 Wo.)UK | US97 (3 Wo.)US | Erstveröffentlichung: 30. April 1990 Verkäufe: + 70.000                  |
| 1990 | Walking by Myself Still Got the Blues                                                                | — | — | — | UK48 (5 Wo.)UK | — | Erstveröffentlichung: 6. August 1990                                     |
| 1990 | Too Tired Still Got the Blues                                                                        | — | — | — | UK71 (5 Wo.)UK | — | Erstveröffentlichung: 12. November 1990 mit Albert Collins               |
| 1992 | Cold Day in Hell After Hours                                                                         | DE29 (10 Wo.)DE | — | — | UK24 (5 Wo.)UK | — | Erstveröffentlichung: 10. Februar 1992                                   |
| 1992 | Story of the Blues After Hours                                                                       | DE99 (1 Wo.)DE | — | — | UK40 (4 Wo.)UK | — | Erstveröffentlichung: 27. April 1994                                     |
| 1992 | Since I Met You Baby After Hours                                                                     | — | — | — | UK59 (3 Wo.)UK | — | Erstveröffentlichung: 6. Juli 1992 mit B. B. King                        |
| 1992 | Separate Ways After Hours                                                                            | — | — | — | UK59 (1 Wo.)UK | — | Erstveröffentlichung: 12. Oktober 1992                                   |
| 1993 | Parisienne Walkways ’93 Blues Alive                                                                  | — | — | — | UK32 (4 Wo.)UK | — | Liveaufnahme                                                             |
| 1994 | Where in the World Around the Next Dream                                                             | — | — | — | UK57 (2 Wo.)UK | — | Bandprojekt mit Jack Bruce und Ginger Baker (BBM)                        |
| 1995 | Need Your Love so Bad Blues for Greeny                                                               | — | — | — | UK48 (2 Wo.)UK | — |                                                                          |
| 1997 | One Good Reason Dark Days in Paradise                                                                | — | — | — | UK79 (1 Wo.)UK | — |                                                                          |
| 1997 | I Have Found My Love in You Dark Days in Paradise                                                    | — | — | — | UK90 (1 Wo.)UK | — |                                                                          |

Weitere Singles
- 1979: Spanish Guitar / Spanish Guitar (Instrumental) nur 7"Single
- 1981: Nuclear Attack / Don't Let Me Be Misunderstood / Run To Your Mama (Gary Moore & Friends) nur 12"Single
- 1982: Rockin’ Every Night (Live) / Back On The Streets (Live) / Parisienne Walkways (Live) nur 7"Single
- 1982: End of the World
- 1983: Don’t Take Me for a Loser
- 1984: Teenage Idol
- 1985: Military Man
- 1985: Run for Cover
- 1985: Listen to Your Heartbeat
- 1986: Reach for the Sky
- 1986: Crying in the Shadows
- 1989: Led Clones
- 1989: Livin’ on Dreams
- 1991: Moving On
- 1991: Midnight Blues
- 1992: Only Fool in Town
- 1994: One Day
- 1995: If I Loved Another Woman
- 1997: Always There for You (Gary Moore vs. Professor Stretch)
- 2001: Picture of the Moon

## Videoalben
| Jahr | Titel Musiklabel                                                       | Höchstplatzierung, Gesamtwochen, AuszeichnungChartplatzierungen (Jahr, Titel, Musiklabel, Platzierungen, Wochen, Auszeichnungen, Anmerkungen) | Höchstplatzierung, Gesamtwochen, AuszeichnungChartplatzierungen (Jahr, Titel, Musiklabel, Platzierungen, Wochen, Auszeichnungen, Anmerkungen) | Höchstplatzierung, Gesamtwochen, AuszeichnungChartplatzierungen (Jahr, Titel, Musiklabel, Platzierungen, Wochen, Auszeichnungen, Anmerkungen) | Höchstplatzierung, Gesamtwochen, AuszeichnungChartplatzierungen (Jahr, Titel, Musiklabel, Platzierungen, Wochen, Auszeichnungen, Anmerkungen) | Höchstplatzierung, Gesamtwochen, AuszeichnungChartplatzierungen (Jahr, Titel, Musiklabel, Platzierungen, Wochen, Auszeichnungen, Anmerkungen) | Anmerkungen                                               |
| Jahr | Titel Musiklabel                                                       | DE | AT | CH | UK | US | Anmerkungen                                               |
| ---- | ---------------------------------------------------------------------- | --- | --- | --- | --- | --- | --------------------------------------------------------- |
| 2002 | Ballads and Blues – Live Warner Music Vision                           | — | — | — | UK48 (1 Wo.)UK | — | Erstveröffentlichung: 4. Februar 2002                     |
| 2003 | Live at the Monsters of Rock Sanctuary Visual Entertainment            | — | — | — | UK35 (2 Wo.)UK | — | Erstveröffentlichung: 30. September 2003                  |
| 2005 | Live at Montreux 1990 Eagle Rock Entertainment                         | — | — | — | UK15 (33 Wo.)UK | — | Erstveröffentlichung: 28. Februar 2005 Verkäufe: + 10.000 |
| 2006 | One Night in Dublin: A Tribute to Phil Lynott Eagle Rock Entertainment | — | — | — | UK9 Gold · (24 Wo.)UK | — | Erstveröffentlichung: 27. März 2006 Verkäufe: + 25.000    |
| 2007 | The Definitive Montreux Collection Eagle Rock Entertainment            | — | — | — | UK47 (1 Wo.)UK | — | Erstveröffentlichung: 26. Oktober 2007                    |
| 2011 | Wild Frontier Tour: Live at Isstadion Virgin Music Video               | — | — | — | UK13 (1 Wo.)UK | — | Erstveröffentlichung: 17. Mai 2011 Verkäufe: + 20.000     |
| 2011 | Live at Montreux 2010 Eagle Rock Entertainment                         | — | AT4 (2 Wo.)AT | CH4 (4 Wo.)CH | UK6 (7 Wo.)UK | — | Erstveröffentlichung: 23. September 2011                  |
| 2012 | Blues for Jimi Eagle Rock Entertainment                                | — | AT2 (2 Wo.)AT | CH4 (3 Wo.)CH | UK7 (7 Wo.)UK | — | Erstveröffentlichung: 24. September 2012                  |

| Jahr | Titel Musiklabel                                    | Anmerkungen                             |
| ---- | --------------------------------------------------- | --------------------------------------- |
| 1984 | Live in Chippenham Virgin Music Video               | Erstveröffentlichung: 21. Januar 1984   |
| 1985 | Emerald Aisles – Live in Ireland Virgin Music Video | Erstveröffentlichung: 17. Mai 1985      |
| 1987 | Videosingles Virgin Music Video                     | Erstveröffentlichung: 24. März 1987     |
| 1989 | Live in Belfast Virgin Music Video                  | Erstveröffentlichung: 3. September 1989 |
| 1990 | An Evening of the Blues Warner Music Vision         | Erstveröffentlichung: 26. März 1990     |
| 1993 | Live Blues Warner Music Vision                      | Erstveröffentlichung: 1. Mai 1993       |
| 1996 | Blues for Greeny Live Warner Music Vision           | Erstveröffentlichung: 12. Mai 1996      |

## Statistik

### Chartauswertung
|                     | DE     | AT     | CH     | UK     | US    |
| ------------------- | ------ | ------ | ------ | ------ | ----- |
| Nummer-eins-Alben   | DE—DE  | AT—AT  | CH1CH  | UK—UK  | US—US |
| Top-10-Alben        | DE5DE  | AT1AT  | CH4CH  | UK4UK  | US—US |
| Alben in den Charts | DE24DE | AT11AT | CH17CH | UK20UK | US7US |

|                       | DE    | AT    | CH    | UK     | US    |
| --------------------- | ----- | ----- | ----- | ------ | ----- |
| Nummer-eins-Singles   | DE—DE | AT—AT | CH—CH | UK—UK  | US—US |
| Top-10-Singles        | DE—DE | AT—AT | CH—CH | UK2UK  | US—US |
| Singles in den Charts | DE4DE | AT—AT | CH3CH | UK26UK | US3US |

|                          | DE    | AT    | CH    | UK    | US    |
| ------------------------ | ----- | ----- | ----- | ----- | ----- |
| Nummer-eins-Videoalben   | DE—DE | AT—AT | CH—CH | UK—UK | US—US |
| Top-10-Videoalben        | DE—DE | AT2AT | CH2CH | UK3UK | US—US |
| Videoalben in den Charts | DE—DE | AT2AT | CH2CH | UK8UK | US—US |

### Auszeichnungen für Musikverkäufe
| Goldene Schallplatte - Dänemark - 2024: für die Single Still Got the Blues (For You) - Finnland - 1987: für das Album Wild Frontier - 1991: für das Album Still Got the Blues - 1999: für das Album Ballads & Blues 1982–1994 - 2002: für das Album Have Some Moore – The Best of Gary Moore - Frankreich - 1993: für das Album Blues Alive - Neuseeland - 2008: für das Videoalbum Live at Montreux 1990 - Norwegen - 1987: für das Album Wild Frontier - 1994: für das Album Ballads & Blues 1982–1994 - Schweden - 1989: für das Album After the War - 1990: für das Album Run for Cover - 1990: für die Single Still Got the Blues (For You) - 1998: für das Album Out in the Fields – The Very Best of - Spanien - 1990: für das Album Still Got the Blues - 1992: für das Album After Hours - 1993: für das Album Blues Alive - 1995: für das Album Ballads & Blues 1982–1994 | Platin-Schallplatte - Australien - 1990: für das Album Still Got the Blues - Niederlande - 1990: für das Album Still Got the Blues - Schweden - 1992: für das Album After Hours - 1992: für das Album Wild Frontier 2× Platin-Schallplatte - Neuseeland - 1992: für das Album Still Got the Blues - Schweden - 1991: für das Album Still Got the Blues |

Anmerkung: Auszeichnungen in Ländern aus den Charttabellen bzw. Chartboxen sind in ebendiesen zu finden.
| Land/RegionAuszeichnungen für Musikverkäufe (Land/Region, Auszeichnungen, Verkäufe, Quellen) | Silber     | Gold       | Platin       | Verkäufe  | Quellen                       |
| -------------------------------------------------------------------------------------------- | ---------- | ---------- | ------------ | --------- | ----------------------------- |
| Australien (ARIA)                                                                            | —          | —          | Platin1      | 70.000    | aria.com.au                   |
| Dänemark (IFPI)                                                                              | —          | Gold1      | —            | 45.000    | ifpi.dk                       |
| Deutschland (BVMI)                                                                           | —          | 2× Gold2   | —            | 500.000   | musikindustrie.de             |
| Finnland (IFPI)                                                                              | —          | 4× Gold4   | —            | 120.260   | ifpi.fi                       |
| Frankreich (SNEP)                                                                            | —          | Gold1      | —            | 100.000   | infodisc.fr                   |
| Neuseeland (RMNZ)                                                                            | —          | Gold1      | 2× Platin2   | 32.500    | aotearoamusiccharts.co.nz NZ2 |
| Niederlande (NVPI)                                                                           | —          | —          | Platin1      | 100.000   | nvpi.nl                       |
| Norwegen (IFPI)                                                                              | —          | 2× Gold2   | —            | 75.000    | ifpi.no worldradiohistory.com |
| Schweden (IFPI)                                                                              | —          | 4× Gold4   | 4× Platin4   | 575.000   | sverigetopplistan.se ifpi.se  |
| Schweiz (IFPI)                                                                               | —          | 2× Gold2   | Platin1      | 100.000   | hitparade.ch                  |
| Spanien (Promusicae)                                                                         | —          | 4× Gold4   | —            | 200.000   | elportaldemusica.es ES2 ES3   |
| Vereinigte Staaten (RIAA)                                                                    | —          | Gold1      | —            | 500.000   | riaa.com                      |
| Vereinigtes Königreich (BPI)                                                                 | 4× Silber4 | 5× Gold5   | Platin1      | 1.105.000 | bpi.co.uk                     |
| Insgesamt                                                                                    | 4× Silber4 | 27× Gold27 | 10× Platin10 |           |                               |